# Aspartataminotransferas

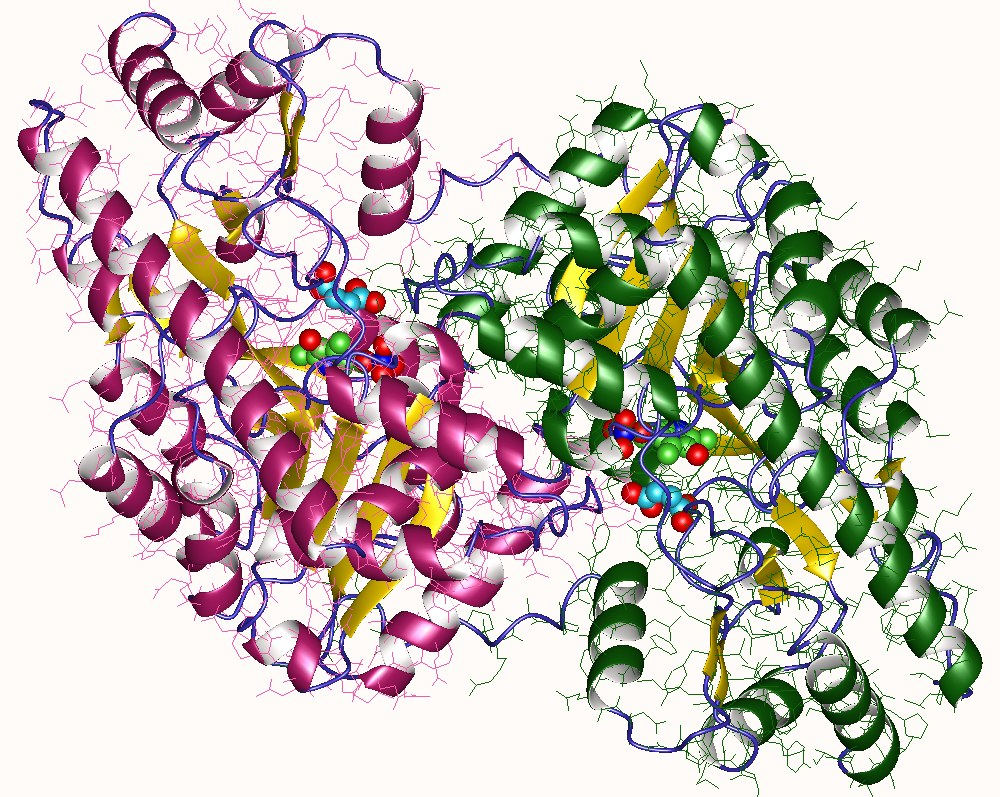

Aspartataminotransferas (ASAT) (engelska: Aspartate transaminase (AST)) även känt som AspAT/ASAT/AAT eller (serum) glutaminoxaloättiksyratransaminas (GOT, SGOT), är ett pyridoxalfosfat (PLP)-beroende transaminasenzym (EC 2.6.1.1. beskrivet av Arthur Karmen et al. 1954. ASAT katalyserar överföringen av en α-aminogrupp från aspartat till en ketosyra. ASAT förekommer främst i hjärta, lever och skelettmuskulatur, njurarna, hjärnan, röda blodkroppar och gallblåsan. I levern finns ASAT både i mitokondrier och i cytoplasman till skillnad från ALAT som bara finns i cytoplasman. Vid skador på något av dessa organ kan ASAT mätas i blodet. Mängden ASAT halveras i blodet på ungefär 17 timmar och i genomsnitt 87 timmar för mitokondriell ASAT. Aminotransferas elimineras av sinusformade celler i levern.

## Funktioner
Aspartattransaminas katalyserar omvandlingen av aspartat och α-ketoglutarat till oxaloacetat och glutamat.
L-aspartat (Asp) + α-ketoglutarat ⇌ oxaloacetat + L-glutamat (Glu)

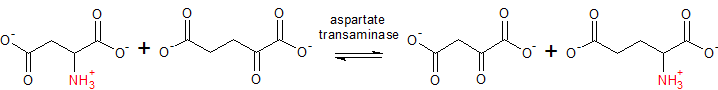
Reaktion katalyserad av aspartataminotransferas

Som ett prototypiskt transaminas förlitar AST sig på PLP (vitamin B6) som en kofaktor för att överföra aminogruppen från aspartat eller glutamat till motsvarande ketosyra. I processen pendlar kofaktorn mellan PLP och pyridoxaminfosfatformen (PMP). Aminogruppöverföringen som katalyseras av detta enzym är avgörande i både aminosyranedbrytning och biosyntes. Vid aminosyranedbrytning, efter omvandlingen av α-ketoglutarat till glutamat, genomgår glutamat därefter oxidativ deaminering för att bilda ammoniumjoner, som utsöndras som urea. I den omvända reaktionen kan aspartat syntetiseras från oxaloacetat, som är en nyckelmellanprodukt i citronsyracykeln.

## Isoenzymer
Två isoenzymer finns i en mängd olika eukaryoter. Hos människor:
- GOT1 /cAST, det cytosoliska isoenzymet härrör huvudsakligen från röda blodkroppar och hjärta.
- GOT2 /mAST, mitokondriella isoenzymet finns övervägande i levern.

Dessa isoenzymer tros ha utvecklats från en vanlig förfäders-AST via genduplicering, och de delar en sekvenshomologi på cirka 45 procent.
AST har också hittats i ett antal mikroorganismer, som E. coli, H. mediterranei, och T. thermophilus. I E. coli kodas enzymet av aspC-genen och har också visat sig visa aktiviteten hos en aromatisk aminosyratransaminas (EC 2.6.1.57).

## Struktur

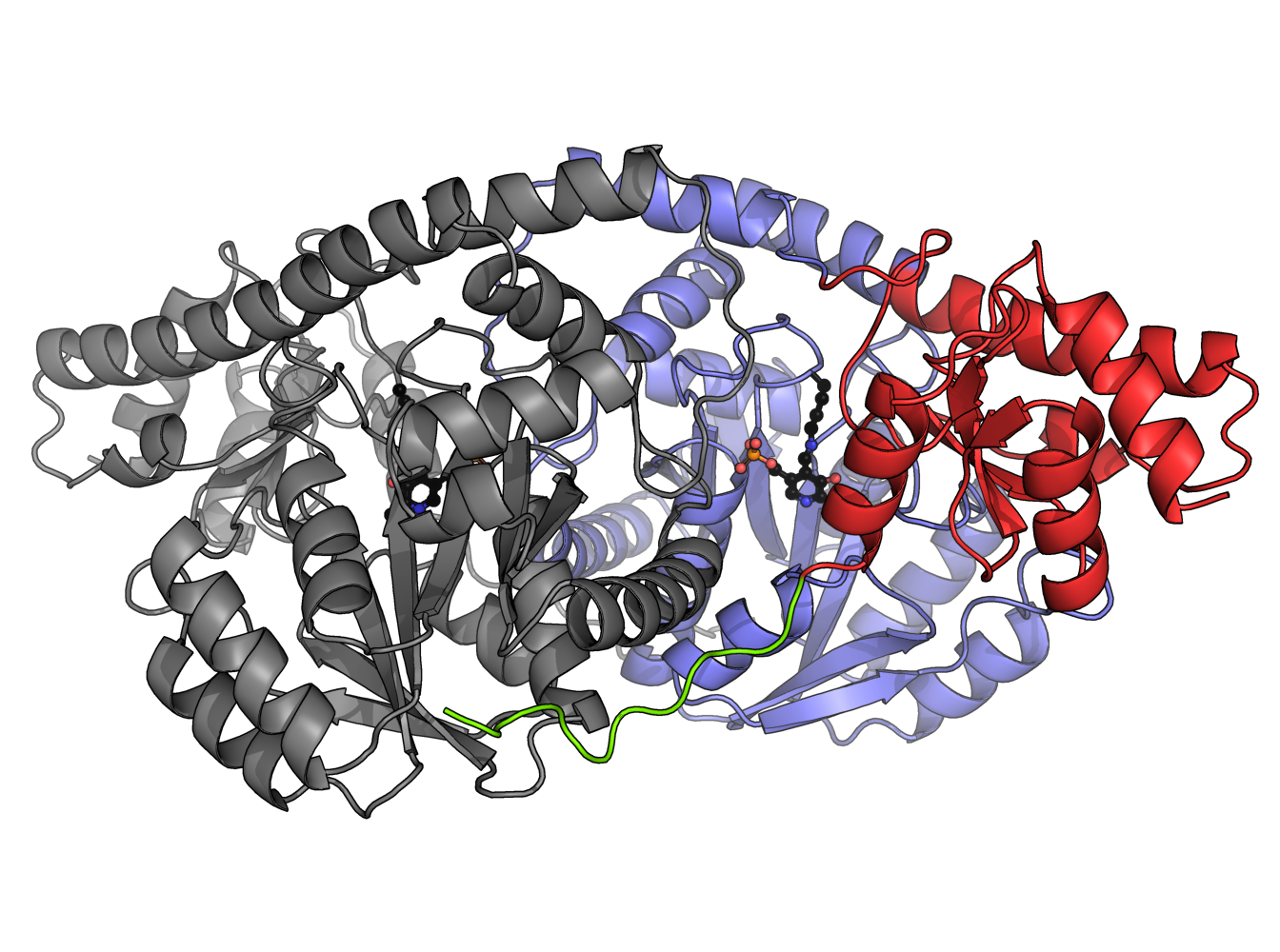
Structure of the aspartate transaminase dimer from chicken heart mitochondria. The large and small domains are coloured blue and red, respectively with the N-terminal residues highlighted in green.

Röntgenkristallografistudier har utförts för att bestämma strukturen av aspartattransaminas från olika källor, som kycklingmitokondrier, grishjärta cytosol, och E. coli. Sammantaget är den tredimensionella polypeptidstrukturen för alla arter ganska lika. AST är dimer, bestående av två identiska underenheter, var och en med cirka 400 aminosyrarester och en molekylvikt av cirka 45 kD. Varje underenhet är sammansatt av en stor och en liten domän, samt en tredje domän som består av de N-terminala resterna 3-14. Dessa få rester bildar en sträng som länkar och stabiliserar de två underenheterna av dimeren. Den stora domänen, som utgörs av resterna 48-325, binder PLP-kofaktorn via en aldiminkoppling till e-aminogruppen i Lys258. Andra rester i denna domän – Asp 222 och Tyr 225 – interagerar också med PLP via vätebindning. Den lilla domänen består av resterna 15-47 och 326-410 och representerar en flexibel region som skiftar enzymet från en "öppen" till en "stängd" konformation vid substratbindning.
De två oberoende aktiva platserna är placerade nära gränssnittet mellan de två domänerna. Inom varje aktiv plats är ett par argininrester ansvariga för enzymets specificitet för dikarboxylsyrasubstrat där Arg386 interagerar med substratets proximala (α-)karboxylatgrupp, medan Arg292 komplexbinder med det distala (sidokedjan) karboxylatet.
När det gäller sekundär struktur innehåller AST både α- och β-element. Varje domän har ett centralt ark av β-strängar med α-helixar packade på vardera sidan.

## Mekanism
Aspartattransaminas, som med alla transaminaser, fungerar genom dubbel substratigenkänning. Det vill säga att den kan känna igen och selektivt binda två aminosyror (Asp och Glu) med olika sidokedjor. I båda fallen består transaminasreaktionen av två liknande halvreaktioner som utgör vad som kallas en ping-pong-mekanism. I den första halvreaktionen reagerar aminosyra 1 (till exempel L-Asp) med enzym-PLP-komplexet för att generera ketosyra 1 (oxaloacetat) och det modifierade enzymet-PMP. I den andra halvreaktionen reagerar ketosyra 2 (α-ketoglutarat) med enzym-PMP för att producera aminosyra 2 (L-Glu), vilket regenererar det ursprungliga enzymet-PLP i processen. Bildning av en racemisk produkt (D-Glu) är mycket sällsynt.
De specifika stegen för halvreaktionen av Enzyme-PLP + aspartat ⇌ Enzym-PMP + oxaloacetat är följande (se figur); den andra halvreaktionen (ej visad) fortskrider på omvänt sätt, med α-ketoglutarat som substrat.

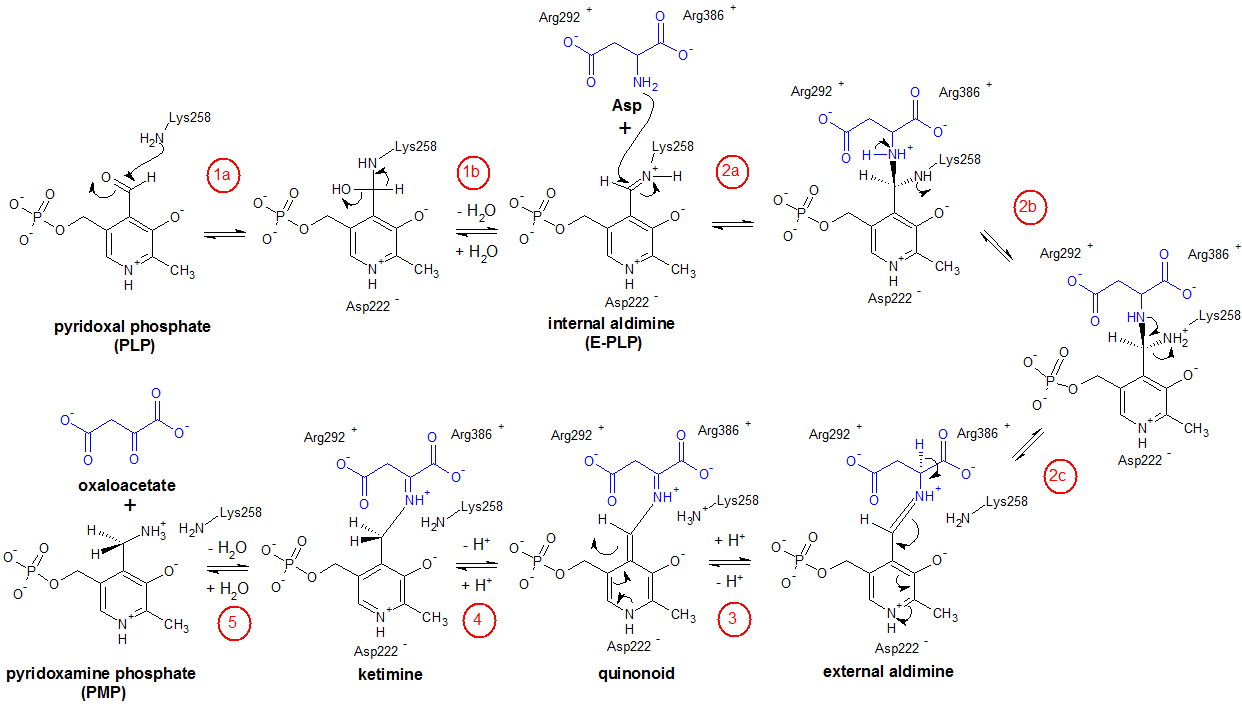
Reaktionsmekanism för aspartataminotransferas

1. Intern aldiminbildning: Först bildar e-aminogruppen i Lys258 en Schiff-basbindning med aldehydkolet för att generera en intern aldimin.
2. Transaldiminering: Den inre aldiminen blir sedan en extern aldimin när ε-aminogruppen i Lys258 ersätts av aminogruppen i aspartat. Denna transaldiminationsreaktion sker via en nukleofil attack av den deprotonerade aminogruppen av Asp och fortsätter genom en tetraedrisk mellanprodukt. Som denna punkt stabiliseras karboxylatgrupperna i Asp av guanidiniumgrupperna i enzymets Arg386- och Arg 292-rester.
3. Kinonoidbildning: Vätet som är fäst till a-kolet i Asp abstraheras sedan (Lys258 tros vara protonacceptorn) för att bilda en kinonoidmellanprodukt.
4. Ketiminbildning: Kinonoiden reprotoneras, men nu vid aldehydkolet, för att bilda ketiminmellanprodukten.
5. Ketiminhydrolys: Slutligen hydrolyseras ketiminen för att bilda PMP och oxaloacetat.

Denna mekanism tros ha flera delvis hastighetsbestämmande steg. Det har dock visats att substratbindningssteget (transaldimination) driver den katalytiska reaktionen framåt.

## Klinisk betydelse
AST liknar alanintransaminas (ALT) genom att båda enzymerna är förknippade med leverparenkymceller. Skillnaden är att ALAT finns övervägande i levern, med kliniskt försumbara mängder i njurarna, hjärtat och skelettmuskulaturen, medan AST finns i levern, hjärtat (hjärtmuskeln), skelettmuskulaturen, njurarna, hjärnan och röda blodkroppar. Som ett resultat är ALAT en mer specifik indikator på leverinflammation än ASAT, eftersom ASAT kan vara förhöjt även vid sjukdomar som påverkar andra organ, såsom hjärtinfarkt, akut pankreatit, akut hemolytisk anemi, svåra brännskador, akut njursjukdom, muskel- och skelettsjukdomar och trauma.
AST definierades 1954 som en biokemisk markör för diagnos av akut hjärtinfarkt. Användningen av AST för en sådan diagnos är dock nu överflödig och har ersatts av hjärttroponinerna.
Laboratorietester ska alltid tolkas med referensintervallet från det laboratorium som utförde testet. Exempel på referensintervall visas nedan:
| Patienttyp | Referensintervall |
| Man        | 8 - 40 IE/l       |
| Kvinna     | 6 - 34 IE/l       |